# The Pickup
Pour les articles homonymes, voir Pick up.
Pour plus de détails, voir Fiche technique et Distribution.
The Pickup est un film américain réalisé par Tim Story et sorti le 6 août 2025 sur Prime Video. 

## Synopsis
Une simple collecte d'argent prend une tournure inattendue lorsque Russell (Eddie Murphy) et Travis (Pete Davidson), deux conducteurs de camions blindés disparates, sont pris en embuscade par des criminels impitoyables menés par Zoe (Keke Palmer), une brillante tête pensante. Alors que le chaos s'installe, le duo improbable doit affronter le danger, des personnalités conflictuelles et une journée difficile qui ne cesse de dégénérer.

## Fiche technique
Sauf indication contraire, les informations mentionnées dans cette section peuvent être confirmées par les bases de données cinématographiques IMDb et Allociné,  présentes dans la section « Liens externes ».
- Titre original : The Pickup
- Réalisation : Tim Story
- Scénario : Matt Mider et Kevin Burrows
- Musique : Christopher Lennertz
- Décors : Clay A. Griffith
- Costumes : N/A
- Photographie : Larry Blanford
- Montage : Craig Alpert
- Production : John Davis, John Fox, Charisse M. Hewitt, Eddie Murphy, Tim Story

Producteurs délégués : Kevin Burrows, Ross Fanger, Matt Mider, Jeremy Stein et Vicky Mara Story
- Sociétés de production : Amazon MGM Studios, The Story Company, Davis Entertainment, Eddie Murphy Productions
- Société de distribution : Prime Video
- Budget : N/A
- Pays de production :  États-Unis
- Langue originale : anglais
- Format : couleur
- Genre : comédie, film de casse
- Date de sortie[1] : 6 août 2025
- Classification[2] :
  - États-Unis : R

## Distribution
- Eddie Murphy (VF : Christophe Peyroux) : Russell Pierce
- Pete Davidson (VF : Julien Allouf) : Travis Stolly
- Keke Palmer (VF : Amélia Ewu) : Zoe
- Eva Longoria (VF : Marie Bouvier) : Natalie Pierce
- Jack Kesy (VF : Arnaud Léonard) : Banner
- Marshawn Lynch (VF : Asto Montcho) : Chop Shop
- Joe « Roman Reigns » Anoa’i : le combattant de MMA
- Andrew Dice Clay (en) (VF : Julien Kramer) : Clark
- Ismael Cruz Córdova (VF : Benjamin Penamaria) : Miguel
- Jef Holbrook : Mikey
- Lara Grice (en) : la serveuse

 Source : version française (VF) sur le carton de doublage du générique de fin.

## Production
Le projet débute par un script spéculatif écrit par Matt Mider et Kevin Burrows. Il est officiellement validé par Amazon MGM Studios en mars 2023, avec Eddie Murphy en tête d'affiche. Tim Story est annoncé comme réalisateur et producteur, via sa société The Story Company. John Davis et John Fox participent également à la production via Davis Entertainment. Eddie Murphy et Charisse Hewitt-Webster produisent avec la société Eddie Murphy Productions.
En décembre 2023, Keke Palmer et Pete Davidson rejoignent le film,. En février 2024, Andrew Dice Clay, Eva Longoria, Ismael Cruz Córdova, Jack Kesy et Marshawn Lynch sont également confirmés,.
Le tournage débute à Atlanta en avril 2024. Le 20 avril, lors du tournage d'une scène d'action par la seconde équipe, un accident s'est produit dans lequel un camion blindé et une voiture sont entrés en collision. Cela entraîne le retournement des deux véhicules et blessant plusieurs membres de l'équipe,.

## Sortie et accueil
The Pickup sera diffusé sur Prime Video dès le 6 août 2025.